# (2546) Libitina
(2546) Libitina es un asteroide perteneciente al cinturón de asteroides, descubierto el 23 de marzo de 1950 por Ernest Leonard Johnson desde el Observatorio Union, en Johannesburgo, Sudáfrica.

## Designación y nombre
Designado provisionalmente como 1950 FC. Fue nombrado Libitina en homenaje a Libitina diosa de la mitología romana.